# Hoornzakdrager
De hoornzakdrager (Luffia lapidella) is een nachtvlinder uit de familie van de zakjesdragers (Psychidae).

## Kenmerken
Het vrouwtje van deze soort is vleugelloos en kan niet vliegen. Ook niet alle mannetjes kunnen vliegen. Het mannetje is grijs en heeft sterk geveerde sprieten.
De hoornzakdrager kent gedeeltelijke parthenogenese.

## Levenswijze
De rupsen en poppen leven in zakjes. Die worden gemaakt van onder meer algen en zandkorrels en worden tot 7 millimeter lang. Ze hebben een gebogen kegelachtige vorm. De zakjes lijken enorm op die van L. ferchaultella. De zakjes kunnen worden aangetroffen op boomstammen, rotsen, muren en kozijnen en hebben de voorkeur voor warme droge plaatsen. De rups gebruikt vooral algen, maar ook korstmossen en ander plantaardig materiaal, als voedsel. De rups overwintert.

## Verpreiding
De soort komt langs de westkust van Nederland en van daar uit een eind landinwaarts vrij algemeen voor, maar is in het oosten en noorden zeldzaam. In Nederland komt vooral de vorm met parthenogenese voor. Slechts een klein deel van deze mannetjes kan vliegen. In België is de soort niet zo algemeen. De vliegtijd is in juni en juli in één jaarlijkse generatie.